# Indel
Indel est un mot-valise utilisé en génétique et en bio-informatique pour désigner une insertion ou une délétion dans une séquence biologique (acide nucléique ou protéine) par rapport à une séquence de référence. On peut observer en particulier mettre en évidence des indels lorsqu'on effectue des comparaisons au moyen de programmes d'alignement de séquences. Le terme indel a été introduit parce que la notion d'insertion ou de délétion est relative suivant le choix de la séquence utilisée comme référence : à une insertion dans une séquence correspond une délétion dans la séquence qui lui est comparée. Indel permet ainsi de désigner globalement la variation biologique, sans préjuger de quelle séquence constitue la référence. Le mot indel a été inventé par le mathématicien Joseph Kruskal.
Les indels sont la conséquence de mutations génétiques donnant lieu à des variations de séquence, soit au sein de la même espèce (c'est un exemple de variation allélique), soit entre espèces, au cours de l'évolution. On estime par exemple que le génome humain contiendrait environ 500 000 sites polymorphiques correspondant à des indels. 

## Exemple
L'exemple ci-dessous montre un indel de trois nucléotides dans la séquence du chromosome 7 humain. Il correspond à la mutation ΔF508 dans le gène CFTR, l'une des mutations les plus fréquentes induisant la mucoviscidose.
```
    …ATCATCTTTGGTGTT…
    …ATCAT---TGGTGTT…
```